# Observatório Astrofísico Shamakhy
Observatório Astrofísico Shamakhy (em azeri:  Nəsirəddin Tusi adına Şamaxı Astrofizika Rəsədxanası) é um observatório nas montanhas do Grande Cáucaso, no Azerbaijão. Recebeu o nome do astrônomo persa medieval Nasreddin Tusi. Está localizada a 22 km a noroeste da cidade de Şamaxı, na encosta leste do Pirqulu, a uma altitude de 1500 m. Tem 150–200 noites claras e sem nuvens por ano.

## História

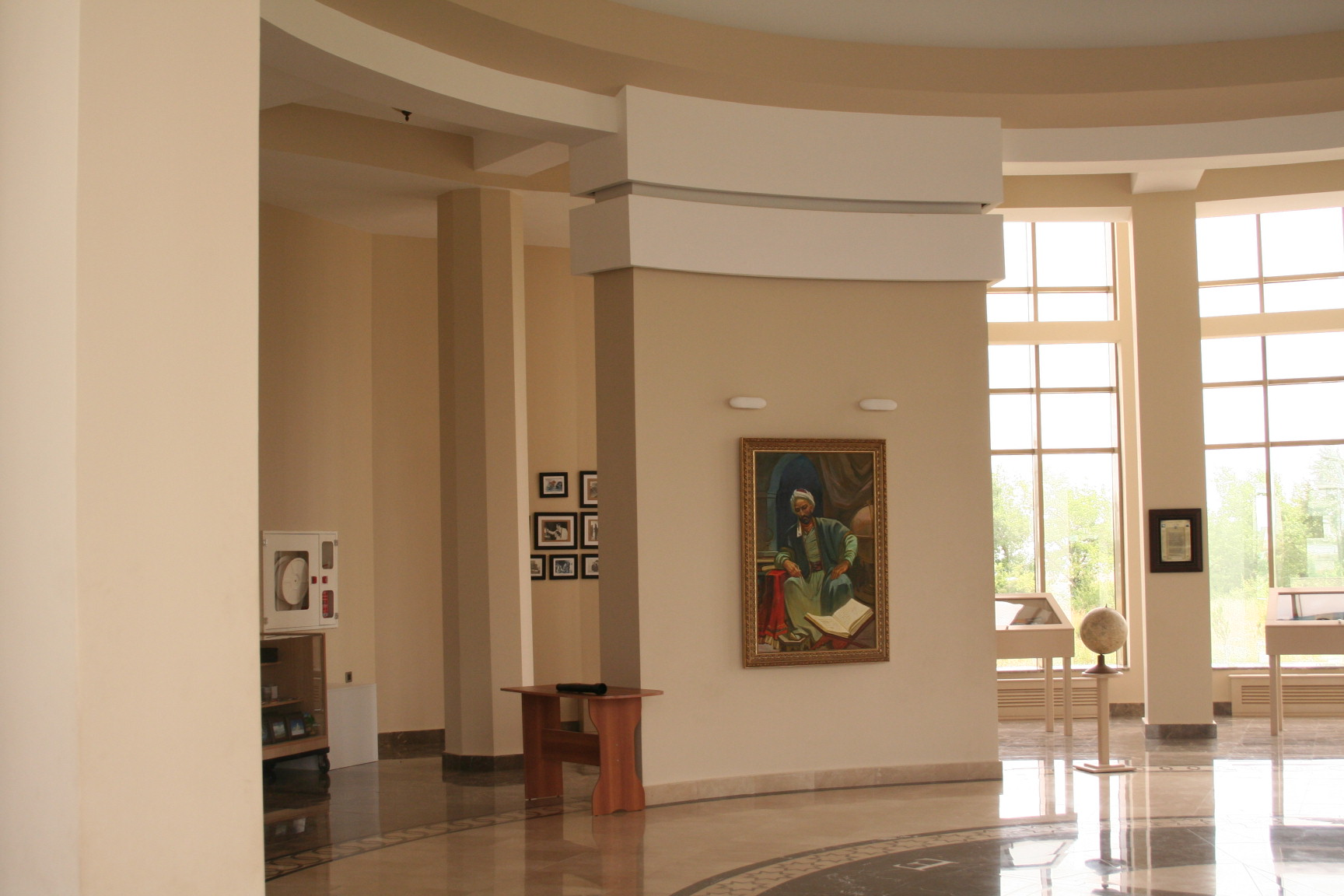
Interior - sala de exposições

O cientista azerbaijano Yusif Mammadaliyev desempenhou um papel significativo na criação do observatório. Em 1991, o nome de Nasraddin Tusi, um matemático, físico e astrônomo da Idade Média, foi adotado para o observatório. Um assentamento para funcionários foi criado abaixo do observatório e recebeu o nome de Mammadaliyev (Pirgulu). O primeiro diretor do observatório foi o acadêmico Hajibey Sultanov (1960-1981). Durante a era de Sultanov, as observações astrofísicas eram realizadas intensamente.
Em setembro de 2008, o observatório passou por grandes reparos.

## Telescópios
O observatório mediu a polarização da luz do Cometa d'Arrest durante o período soviético. As observações com o instrumento principal - um telescópio refletor de 2 metros produzido na Alemanha - começaram em 1966; naquela época foi o primeiro grande telescópio do sul do Cáucaso.
Além disso, os seguintes instrumentos são empregados no observatório:
- Para investigações espectrais da atmosfera solar, um telescópio solar horizontal com um espelho principal de diâmetro de 50 cm
- Um telescópio AFR-2 cromosférico e fotosférico com dimensões de 20/13 cm, usado para serviço solar
- O refletor AZT-8 com um diâmetro de espelho de 70 cm
- O refletor Carl Zeiss, com um diâmetro de espelho de 60 cm
- Um telescópio de menisco do sistema de Maksutov, equipado com um prisma objetivo, com um diâmetro de abertura de 35 cm
- Um telescópio AZT-15 Schmidt de 90 cm instalado no observatório em 2013[1]

### Telescópio de dois metros e seus dispositivos

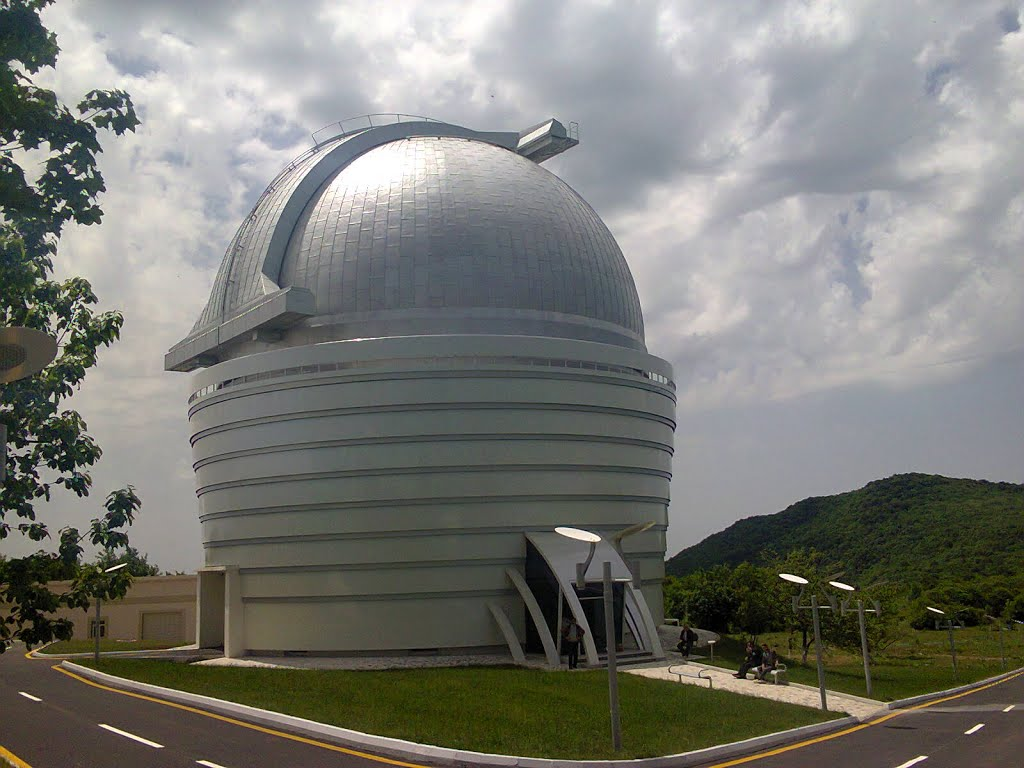
Observatório Astrofísico Shamakhy (telescópio de 2 metros)

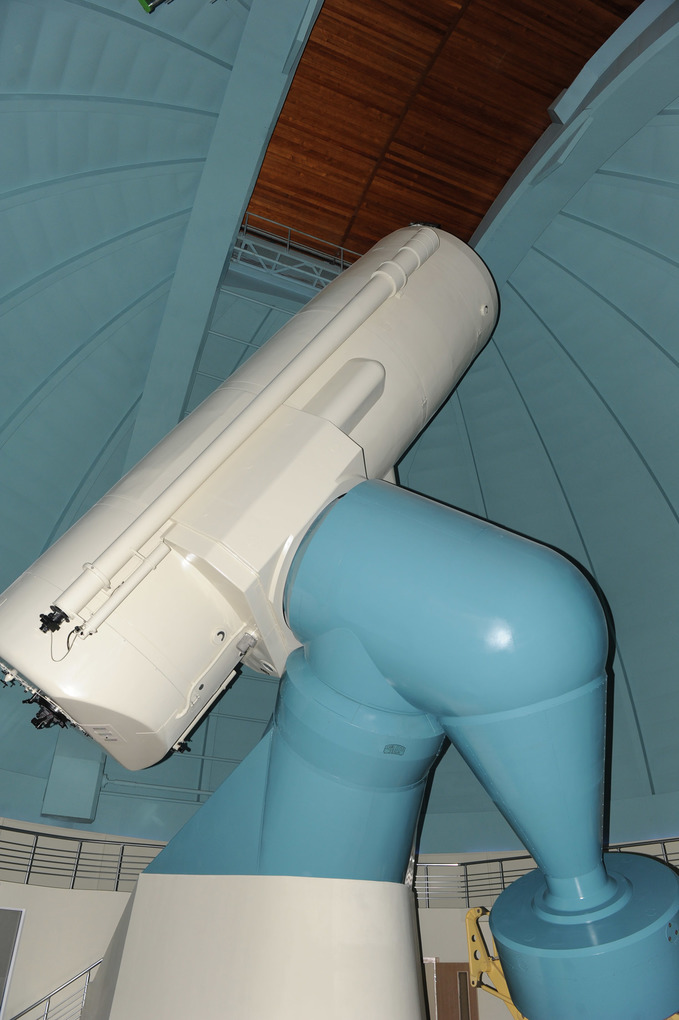
Telescópio de 2 metros

Este telescópio foi instalado pela empresa alemã Carl Zeiss JENA no seguinte local:40° 46′ 51″ N, 48° 35′ 50″ L. O espelho parabólico primário tem um diâmetro de 2080 mm e uma distância focal de 9.000 milímetros. Ele combina três sistemas ópticos diferentes:
- Foco primário A distância focal do foco primário é 9360 mm com uma razão focal de F/4,5 e uma escala de placa de 23"/mm. Para observações fotométricas, o cassete de foco primário tem campo útil 21'×21' ao usar um corretor de campo. Há um espectrógrafo para foco primário com duas grades de difração e três câmeras, que são usadas para estudar corpos celestes tênues.
- Foco Cassegrain A distância focal equivalente do foco Cassegrain é 29500 mm, sua razão focal é F/14,5 e a escala da placa é 7"/mm. Para este enfoque, vários dispositivos podem ser usados:
  - Espectrógrafos de prisma 2x2 com dispersões de 90 e 180 Å/mm, equipados com uma câmera CCD com tamanho de 1024×1536 pixels para obter espectros de estrelas fracas em grades (UAGS) com dispersões de 29, 44, 86 e 196 Å/milímetros.
  - Espectrógrafo Cassegrain Echelle com 2 câmeras (F = 150 mm, F = 250 mm) com poderes de resolução de 1500 e 2500 e câmeras CCD com 530×580 pixels (resfriamento com nitrogênio líquido).
  - Câmera CCD com 3056×3056 pixels. Esta câmera possui um conjunto de filtros fotométricos.
- Foco Coude O foco Coude tem a distância focal equivalente a 72000 mm com uma razão focal de F / 36 e escala de placa de 3"/mm. Os dispositivos em foco Coude são:
  - Um espectrógrafo echelle com resolução espectral de 30000.
  - Um espectrógrafo universal Coude echelle com resolução espectral superelevada tem três câmeras (F = 350 mm, F = 700 mm, F = 1400 mm), duas grades Echelle (γ=63,5 °, γ=80°). A primeira grade Echelle de (63,5°) fornece resoluções espectrais de R = 95000 e R = 190000, enquanto a segunda grade Echelle (80°) dá resolução espectral de R = 260000 e R = 530000 em um detector com 4000×4000 pixels.

Detectores
- Câmera CCD com 530 × 580 pixels (tamanho do pixel 18 × 24 μm, resfriamento com nitrogênio líquido)
- Câmera CCD com 4000 × 4000 pixels (tamanho do pixel 15 μm, resfriamento de nitrogênio líquido)
- Câmera CCD com 3056 × 3056 pixels (tamanho do pixel 12 μm, resfriamento termoelétrico)
- Câmera CCD com 1024 × 1536 pixels (tamanho do pixel 9 μm, resfriamento termoelétrico)

### Telescópio Zeiss-600
Este foi instalado pela empresa alemã Carl Zeiss JENA em 1982. O diâmetro do espelho parabólico primário é de 600 mm e a distância focal é de 2.400 mm; a distância focal da configuração Cassegrain é 755 mm. A escala da placa no foco Cassegrain é 28"/mm. Por muito tempo, as observações foram realizadas com um fotômetro fotoelétrico. É utilizada como detector uma câmera CCD com refrigeração termoelétrica da empresa FLI, que possui 4000x4000 pixels.

### Telescópio AZT-8

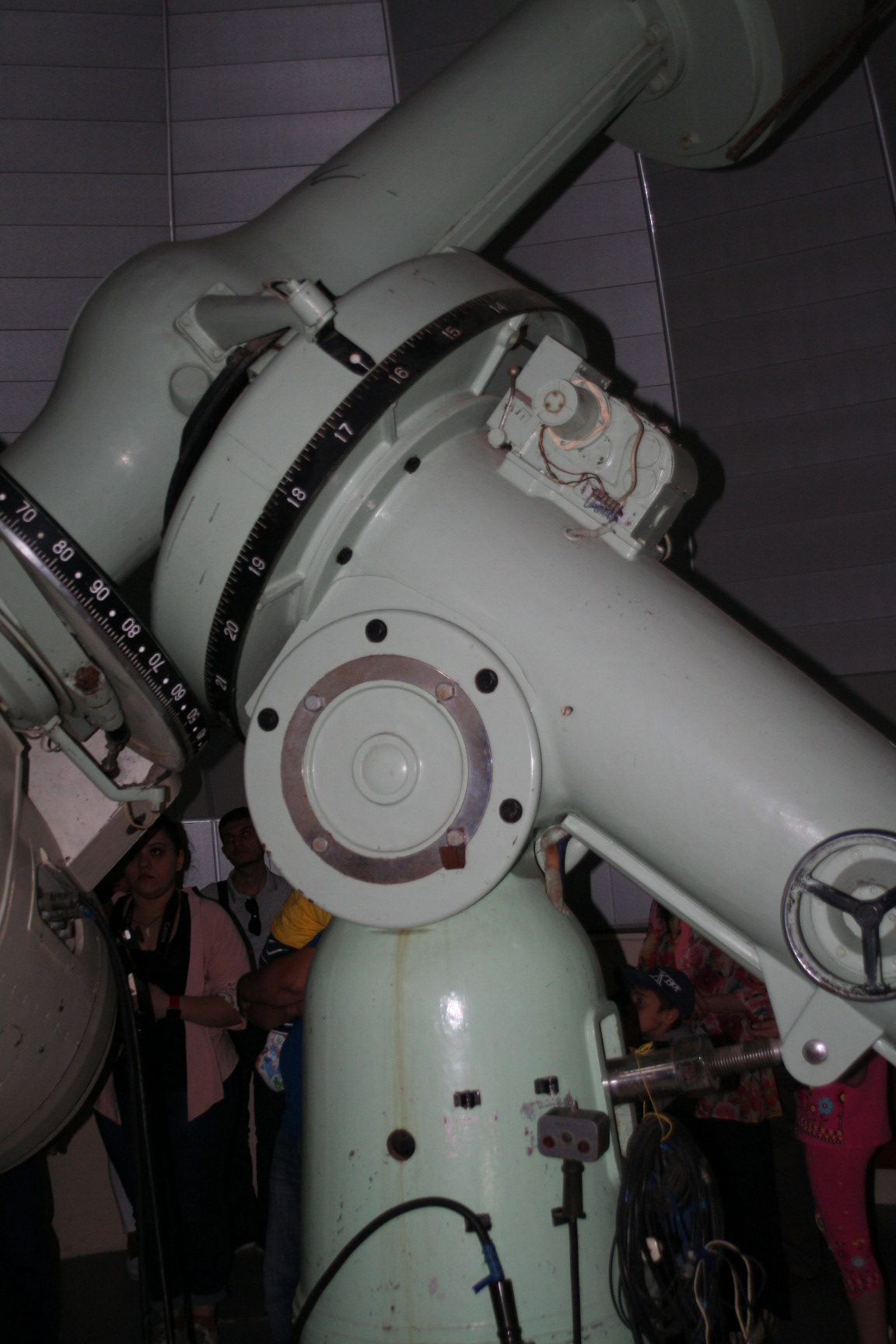
Observatório Astrofísico Shamakhy

Este telescópio foi instalado em 1970. Requer modernização.

### Telescópio menisco AST-452
Este telescópio foi instalado em 1964. Requer modernização.

### Azimuth Coelostat Plant ASQ-5 (telescópio solar horizontal)
Este telescópio foi instalado em 1963. Requer modernização.

### Telescópio fotosférico AFR-3 da cromosfera
Este telescópio foi instalado em 1957. Requer modernização.

### Outros dispositivos
- Unidade de vácuo B-240 Foi obtida em 1986 na Alemanha para (re) aluminizar a superfície de espelhos astronômicos.
- Dispositivo de liquefação de nitrogênio
- VLF - receptor de rádio de frequência muito baixa
- SuperSİD

## Biblioteca
A Biblioteca Científica do Observatório Astrofísico Shamakhy foi criada ao mesmo tempo que o observatório. Consiste em dois salões principais. A sala de leitura foi organizada no primeiro hall. Há uma exposição de novos livros, periódicos, revistas e enciclopédias. No segundo grande salão, publicações em russo e outras línguas estrangeiras são sistematicamente colocadas. Possui mais de 14 000 livros, mais de 2 500 revistas (21 em russo, 23 em inglês, 8 revistas locais), 5 jornais ("Azerbaijão", "Pessoas", "República", "Ciência" e "Pesquisa"), antigos e edições raras, manuscritos, dicionários de campo e enciclopédias, revistas de referência e outra literatura científica e técnica especial. A biblioteca realiza o intercâmbio internacional de livros em mais de 25 países (mais de 45 instituições e organizações estrangeiras), exposições, etc., e está intimamente envolvida na organização de eventos. A biblioteca desempenha um papel importante no campo da astrofísica e astronomia, bem como na publicação de publicações e edições eletrônicas.

## Diretores do observatório
| Nome             | Nacionalidade   | Período   | Notas |
| ---------------- | --------------- | --------- | ----- |
| Hajibey Sultanov | União Soviética | 1951–1980 | [ 6 ] |
| Ogtay Huseynov   | União Soviética | 1980–19?? | [ 7 ] |
| Alik Abbasov     | União Soviética | 19??–19?? | [ 7 ] |
| Zohrab Ismayilov | União Soviética | 19??–19?? | [ 7 ] |
| Kamran Huseynov  | União Soviética | 19??–19?? | [ 7 ] |
| Schmidt Ahmadov  | Azerbaijão      | 19??–1997 | [ 7 ] |
| Ayyub Guliyev    | Azerbaijão      | 1997–2015 | [ 8 ] |
| Namig Jalilov    | Azerbaijão      | 2015–     |       |

## Cooperação estrangeira
A cooperação entre a Baku State University e o Shamakhy Astrophysical Observatory começou em 6 de abril de 2017, com o estabelecimento de uma cadeira de Astrofísica da Baku State University no Shamakhy Astrophysical Observatory e um acordo foi assinado estabelecendo uma filial do Departamento de Astrofísica da BSU no observatório. O documento foi assinado pelo reitor da Baku State University, acadêmico Abel Maharramov, e pelo diretor do observatório, Namig Jalilov. De acordo com o respectivo contrato, em outubro de 2018, a Filial do Departamento de Astrofísica da Faculdade de Física da BSU abriu sua filial no observatório.
Muitos funcionários foram eleitos membros da União Astronômica Internacional, da Sociedade Astronômica Europeia e da União Astronômica da Eurásia. O Observatório também é membro da União Internacional de Astronáutica.
A equipe do observatório trabalha junto com astrônomos estrangeiros em uma série de questões. Durante a existência do observatório, sua equipe publicou mais de 2.500 artigos em periódicos estrangeiros e locais. A física solar e os problemas da Terra solar envolveram uma cooperação estreita com pesquisadores na Rússia, Alemanha, Israel, Bulgária e Geórgia e diferentes organizações astronômicas de outros países. A pesquisa de física estelar está sendo realizada com a equipe do Observatório Russo (russo EA KhAR, Instituto Astronômico Estadual de Schnberg da Universidade Estadual de Moscou, São Petersburgo DU, etc.). A estação móvel da Universidade de Stanford opera no observatório.
Estudantes e profissionais de muitos países estrangeiros, incluindo Rússia, Ucrânia, Irã e Turquia vêm ao Observatório para aprender como usar o telescópio. Muitos dos resultados obtidos no observatório foram citados por acadêmicos mundiais.

## Trabalhadores famosos do observatório
- Nadir Ibrahimov